# Alan Grant (Jurassic Park)
Alan Grant é um personagem fictício criado por Michael Crichton.
É protagonista do livro Jurassic Park, assim como no primeiro e no terceiro filme da saga Jurassic Park — Jurassic Park e Jurassic Park III.

## Personalidade
No romance, Grant é descrito como um sujeito forte aos quarenta anos, o peito musculoso.
Tem uma forte afinidade com crianças, e é especialmente, um estudioso dos dinossauros. O personagem de Grant é baseado no paleontólogo Jack Horner, e é considerado um dos mais renomados paleontólogos do mundo, especializado em hadrossauros e outros dinossauros com bico de pato, como Maiassauro. Entre suas realizações científicas se inclui a primeira descrição dos maiassauros — na realidade, feita por Robert R. Makela e Jack Horner —.
No universo Jurassic Park, Grant é creditado como tendo escrito pelo menos dois livros populares sobre dinossauros. Em Jurassic Park e Jurassic Park III, seus trabalhos são citados por Tim Murphy e Eric Kirby, respectivamente.

## Livros

### O Parque dos Dinossauros
Dr. Grant é abordado pela primeira vez, quando John Hammond, o bilionário excêntrico criador do Jurassic Park, o convida para fazer um passeio no parque e aprová-lo, para que seus investidores fiquem mais tranquilos. Seduzido por um pedido de um grande doador financeiro, Grant concorda, sem saber que Hammond conseguiu clonar dinossauros reais na ilha. Quando as criaturas escapam, Grant fica preso no parque com os netos de Hammond. Ao longo de uma grande parte do livro, Dr. Grant e as duas crianças exploram o parque tentando encontrar o caminho de volta para o resto do grupo. No filme, muito deste tempo é omitido, apenas mostrando alguns dos eventos mais importantes que ocorrem.

### Mundo Perdido
Em Mundo Perdido, ele é apenas mencionado, sendo dito que ele propôs uma teoria de que o Tiranossauro Rex podia ficar confuso com uma tempestade porque não estava adaptado aos climas chuvosos. Grant também responde como "absurdo" algumas perguntas de Richard Levine a respeito dos rumores que cercam a suposta clonagem de dinossauros feita pela InGen. Na adaptação cinematográfica deste livro — O Mundo Perdido: Jurassic Park — Grant não aparece e nem é mencionado.

## Filmes

### Jurassic Park
No filme, é interpretado por Sam Neill, e sua personalidade tem elementos semelhantes à Indiana Jones, como o fato de que ele é geralmente mostrado com um chapéu estilo fedora.
O filme retrata uma personalidade muito diferente do romance. Nos filmes (especialmente o primeiro), Grant tem uma personalidade introvertida e não gosta de crianças. Durante todo o curso do primeiro filme, porém, ele se abre para as duas crianças que o acompanhavam, Tim e Lex. Isso foi feito porque Spielberg queria "proporcionar uma fonte de tensão dramática que não existia no romance". No filme, Grant é especializado em Velociraptores, e acredita que as aves são descendentes diretos dos dinossauros. No final do filme, sua experiência do final de semana na lha, muda sua visão sobre crianças (e sobre dinossauros) e ele decide não aprovar o parque.

### Jurassic Park III
Alan Grant é o personagem principal de Jurassic Park III. Nos anos seguintes à Jurassic Park, Grant continuou suas pesquisas com os fósseis, descartando qualquer possibilidade de retornar a qualquer uma das ilhas de dinossauros criados pela InGen, alegando que estes, são apenas "monstros criados através da engenharia genética para um parque temático, nem mais, nem menos". Como no primeiro filme, sua pesquisa está focada em velociraptores e ele propôs novas teorias sobre sua inteligência. Grant, relutantemente, concorda em participar de uma excursão de um casal rico para sobrevoar a ilha Sorna — o sítio B do Jurassic Park —, em troca de financiamento para o seu local de escavação. Devido a um acidente de avião (Causado por um Espinossauro)no entanto, Dr. Grant e os outros ficam presos na ilha. Enquanto explora a ilha, ele percebe que, para seu espanto, que suas teorias sobre os velociraptores estavam corretas. Ele descobre que as aves de rapina têm inteligência avançada e grandes habilidades de comunicação. Ele consegue escapar da ilha através de uma operação de resgate liderada por Ellie Sattler.